# Gonjae (métro d'Uijeongbu)
Gonje (en coréen 곤제역) est une station de la ligne U du métro d'Uijeongbu. Elle est située 3-3 Geumo-dong sur le territoire d'Uijeongbu, importante ville de la banlieue nord-ouest de la capitale Séoul, dans la province Gyeonggi en Corée du Sud.

## Situation sur le réseau

Plan du réseau (2023).

La station aérienne Gonjae, sur l'unique ligne (ligne U) du métro d'Uijeongbu, de type VAL, est située entre la station Hyoja, en direction du terminus ouest Balgok, et la station Eoryong, en direction du terminus est Plateforme temporaire de dépôt de véhicules.

## Histoire
La station Gonjae est mise en service le 1er juillet 2012, lors de l'ouverture à l'exploitation des 11,1 km de l'unique ligne, dite ligne U, du métro d'Uijeongbu du type Véhicule automatique léger (VAL),.

## Services aux voyageurs

### Accès et accueil
La station est accessible sur la voie Cheonbo-ro par un escalier et un ascenseur, et de l'autre côté de la voie d'eau par également un escalier et un ascenseur qui desservent un quartier d'immeubles. Les deux accès permettent de rejoindre la plateforme intermédiaire avec toilettes et automates pour l'achat des titres de transport. De cette plateforme, deux escaliers et deux ascenseurs permettent de rejoindre les deux quais de la station équipés de portes palières.

### Desserte
Gonjae est desservie de 5h à 24h, à une fréquence qui varie en fonction des périodes, par les rames automatiques du métro d'Uijeongbu.

### Intermodalité
Des parcs pour les vélos sont installés sous la station. L'accès par la Cheonbo-ro dispose d'arrêt de bus à proximité, desservis par les lignes 1-1, 35 et 206-1.